# Liste der Orte im Landkreis Potsdam-Mittelmark

Wappen des Kreises

Diese Liste enthält Siedlungen und Orte des Landkreises Potsdam-Mittelmark in Brandenburg. Zusätzlich angegeben sind die Art der Gemeinde und die übergeordnete Einheit. Durch Klicken auf das quadratische Symbol in der Titelzeile kann die Liste nach den einzelnen Parametern sortiert werden.
Grundlage für die Angaben sind die beim Online-Dienstleistungsportal des Landes Brandenburg abrufbaren Daten (Stand. 1. Januar 2009). 393 Siedlungen sind in dieser Liste aufgenommen.

## Liste
| Ort                      | Art          | Übergeordnete Einheit          |
| ------------------------ | ------------ | ------------------------------ |
| Alt Bork                 | Ortsteil     | Amt Brück Linthe               |
| Alt Langerwisch          | Wohnplatz    | Michendorf                     |
| Alt Töplitz              | Wohnplatz    | Werder (Havel)                 |
| Altbensdorf              | Ortsteil     | Amt Wusterwitz Bensdorf        |
| Alte Dorfstelle          | Wohnplatz    | Schwielowsee                   |
| Alte Hölle               | Wohnplatz    | Wiesenburg/Mark                |
| Am See                   | Wohnplatz    | Kloster Lehnin                 |
| Arensnest                | Gemeindeteil | Wiesenburg/Mark                |
| Ausbau                   | Wohnplatz    | Kloster Lehnin                 |
| Ausbau                   | Wohnplatz    | Stahnsdorf                     |
| Bad Belzig               | Stadt        | Bad Belzig                     |
| Bagow                    | Ortsteil     | Amt Beetzsee Päwesin           |
| Baitz                    | Ortsteil     | Amt Brück Brück                |
| Bardenitz                | Ortsteil     | Treuenbrietzen                 |
| Baumgartenbrück          | Wohnplatz    | Schwielowsee                   |
| Beelitz                  | Stadt        | Beelitz                        |
| Beelitz                  | Ortsteil     | Beelitz                        |
| Beelitz-Heilstätten      | Gemeindeteil | Beelitz                        |
| Benken                   | Ortsteil     | Wiesenburg/Mark                |
| Bergheide                | Gemeindeteil | Michendorf                     |
| Bergholz                 | Wohnplatz    | Nuthetal                       |
| Bergholz                 | Ortsteil     | Bad Belzig                     |
| Bergholz-Rehbrücke       | Ortsteil     | Nuthetal                       |
| Berliner Siedlung        | Wohnplatz    | Treuenbrietzen                 |
| Birkengrund              | Wohnplatz    | Teltow                         |
| Birkenreismühle          | Wohnplatz    | Amt Ziesar Buckautal           |
| Birkhorst                | Gemeindeteil | Beelitz                        |
| Bliesendorf              | Ortsteil     | Werder (Havel)                 |
| Bochow                   | Ortsteil     | Groß Kreutz (Havel)            |
| Bochow Bruch             | Gemeindeteil | Groß Kreutz (Havel)            |
| Boecke                   | Ortsteil     | Amt Ziesar Wenzlow             |
| Bollmannsruh             | Ortsteil     | Amt Beetzsee Päwesin           |
| Borgsdorf                | Wohnplatz    | Amt Ziesar Görzke              |
| Borkheide                | Gemeinde     | Amt Brück Borkheide            |
| Borkwalde                | Gemeinde     | Amt Brück Borkwalde            |
| Borne                    | Ortsteil     | Bad Belzig                     |
| Börnecke                 | Gemeindeteil | Amt Ziesar Görzke              |
| Brachwitz                | Ortsteil     | Treuenbrietzen                 |
| Brielow                  | Ortsteil     | Amt Beetzsee Beetzsee          |
| Brielow Ausbau           | Wohnplatz    | Amt Beetzsee Beetzsee          |
| Briest                   | Ortsteil     | Amt Beetzsee Havelsee          |
| Brück                    | Stadt        | Amt Brück Brück                |
| Brück-Ausbau             | Gemeindeteil | Amt Brück Brück                |
| Brückermark              | Wohnplatz    | Amt Ziesar Wollin              |
| Bruderhof                | Wohnplatz    | Amt Beetzsee Havelsee          |
| Buchholz                 | Ortsteil     | Beelitz                        |
| Buchholz b. Niemegk      | Ortsteil     | Amt Niemegk Rabenstein/Fläming |
| Buchholzer Mühle         | Wohnplatz    | Beelitz                        |
| Buckau                   | Ortsteil     | Amt Ziesar Buckautal           |
| Bücknitz                 | Ortsteil     | Amt Ziesar Ziesar              |
| Bullenberg               | Wohnplatz    | Bad Belzig                     |
| Busendorf                | Ortsteil     | Beelitz                        |
| Bussesche Mühle          | Wohnplatz    | Amt Ziesar Görzke              |
| Butzow                   | Ortsteil     | Amt Beetzsee Beetzseeheide     |
| Cammer                   | Ortsteil     | Amt Brück Planebruch           |
| Caputh                   | Ortsteil     | Schwielowsee                   |
| Dahlen                   | Ortsteil     | Amt Ziesar Gräben              |
| Dahnsdorf                | Ortsteil     | Amt Niemegk Planetal           |
| Damelang                 | Gemeindeteil | Amt Brück Planebruch           |
| Damelang-Freienthal      | Ortsteil     | Amt Brück Planebruch           |
| Damsdorf                 | Ortsteil     | Kloster Lehnin                 |
| Dangelsdorf              | Gemeindeteil | Amt Ziesar Görzke              |
| Deetz                    | Ortsteil     | Groß Kreutz (Havel)            |
| Deetzer Siedlung         | Wohnplatz    | Groß Kreutz (Havel)            |
| Derwitz                  | Ortsteil     | Werder (Havel)                 |
| Deutsch Bork             | Ortsteil     | Amt Brück Linthe               |
| Dietersdorf              | Ortsteil     | Treuenbrietzen                 |
| Dippmannsdorf            | Ortsteil     | Bad Belzig                     |
| Doberow                  | Wohnplatz    | Kloster Lehnin                 |
| Dorotheenhof             | Wohnplatz    | Amt Wusterwitz Bensdorf        |
| Dreilinden               | Wohnplatz    | Kleinmachnow                   |
| Dretzen                  | Ortsteil     | Amt Ziesar Buckautal           |
| Dunke                    | Wohnplatz    | Amt Wusterwitz Bensdorf        |
| Egelinde                 | Gemeindeteil | Bad Belzig                     |
| Eichholz                 | Wohnplatz    | Werder (Havel)                 |
| Elisabethhöhe            | Wohnplatz    | Werder (Havel)                 |
| Elsholz                  | Ortsteil     | Beelitz                        |
| Elstal                   | Wohnplatz    | Beelitz                        |
| Emstal                   | Ortsteil     | Kloster Lehnin                 |
| Eulenmühle               | Wohnplatz    | Amt Ziesar Ziesar              |
| Fahlhorst                | Ortsteil     | Nuthetal                       |
| Feldheim                 | Ortsteil     | Treuenbrietzen                 |
| Ferch                    | Ortsteil     | Schwielowsee                   |
| Fichtenwalde             | Ortsteil     | Beelitz                        |
| Flottstelle              | Wohnplatz    | Schwielowsee                   |
| Fohrde                   | Ortsteil     | Amt Beetzsee Havelsee          |
| Forsthaus Johannisheide  | Wohnplatz    | Amt Brück Planebruch           |
| Forsthaus Rädel          | Wohnplatz    | Kloster Lehnin                 |
| Forsthaus Rothebach      | Wohnplatz    | Bad Belzig                     |
| Franzensberg             | Wohnplatz    | Schwielowsee                   |
| Fredersdorf              | Ortsteil     | Bad Belzig                     |
| Freienthal               | Gemeindeteil | Amt Brück Planebruch           |
| Fresdorf                 | Ortsteil     | Michendorf                     |
| Friesdorf                | Wohnplatz    | Amt Ziesar Wollin              |
| Frohnsdorf               | Ortsteil     | Treuenbrietzen                 |
| Galgenberg               | Wohnplatz    | Michendorf                     |
| Garrey                   | Ortsteil     | Amt Niemegk Rabenstein/Fläming |
| Geltow                   | Ortsteil     | Schwielowsee                   |
| Glashütte                | Wohnplatz    | Wiesenburg/Mark                |
| Glienecke                | Ortsteil     | Amt Ziesar Ziesar              |
| Glindow                  | Ortsteil     | Werder (Havel)                 |
| Gohlitzhof               | Wohnplatz    | Kloster Lehnin                 |
| Göhlsdorf                | Ortsteil     | Kloster Lehnin                 |
| Gollwitz                 | Gemeindeteil | Amt Wusterwitz Rosenau         |
| Golzow                   | Gemeinde     | Amt Brück Golzow               |
| Gömnigk                  | Gemeindeteil | Amt Brück Brück                |
| Gortz                    | Ortsteil     | Amt Beetzsee Beetzseeheide     |
| Görzke                   | Gemeinde     | Amt Ziesar Görzke              |
| Göttin                   | Wohnplatz    | Werder (Havel)                 |
| Götz                     | Ortsteil     | Groß Kreutz (Havel)            |
| Götzer Berge             | Gemeindeteil | Groß Kreutz (Havel)            |
| Gräben                   | Gemeinde     | Amt Ziesar Gräben              |
| Grabow                   | Gemeindeteil | Amt Beetzsee Roskow            |
| Grabow                   | Gemeindeteil | Amt Niemegk Mühlenfließ        |
| Grebs                    | Gemeindeteil | Amt Ziesar Ziesar              |
| Grebs                    | Ortsteil     | Kloster Lehnin                 |
| Groß Briesen             | Ortsteil     | Bad Belzig                     |
| Groß Kreutz              | Ortsteil     | Groß Kreutz (Havel)            |
| Groß Kreutz Ausbau       | Gemeindeteil | Groß Kreutz (Havel)            |
| Groß Marzehns            | Ortsteil     | Amt Niemegk Rabenstein/Fläming |
| Groß Wentorf             | Wohnplatz    | Schwielowsee                   |
| Großheide                | Wohnplatz    | Kloster Lehnin                 |
| Grubo                    | Ortsteil     | Wiesenburg/Mark                |
| Grüne Aue                | Wohnplatz    | Amt Ziesar Wollin              |
| Grüne Grund              | Wohnplatz    | Wiesenburg/Mark                |
| Grünehaus                | Wohnplatz    | Amt Ziesar Görzke              |
| Grüneiche                | Gemeindeteil | Amt Brück Golzow               |
| Grüningen                | Gemeindeteil | Amt Ziesar Wenzlow             |
| Grützdorf                | Wohnplatz    | Bad Belzig                     |
| Gut Breite               | Wohnplatz    | Michendorf                     |
| Güterfelde               | Ortsteil     | Stahnsdorf                     |
| Hackenhausen             | Wohnplatz    | Amt Brück Planebruch           |
| Hagelberg                | Ortsteil     | Bad Belzig                     |
| Hammerdamm               | Gemeindeteil | Amt Brück Golzow               |
| Haseloff                 | Gemeindeteil | Amt Niemegk Mühlenfließ        |
| Haseloff-Grabow          | Ortsteil     | Amt Niemegk Mühlenfließ        |
| Havelsee                 | Stadt        | Amt Beetzsee Havelsee          |
| Havelufer                | Wohnplatz    | Groß Kreutz (Havel)            |
| Heidehaus                | Wohnplatz    | Kloster Lehnin                 |
| Heidehof                 | Wohnplatz    | Amt Beetzsee Havelsee          |
| Heidehof                 | Wohnplatz    | Kloster Lehnin                 |
| Heidehof                 | Wohnplatz    | Amt Ziesar Görzke              |
| Herrenhölzer             | Ortsteil     | Amt Wusterwitz Bensdorf        |
| Herrenmühle              | Gemeindeteil | Amt Ziesar Ziesar              |
| Hohenferchesar           | Ortsteil     | Amt Beetzsee Havelsee          |
| Hohenlobbese             | Ortsteil     | Amt Ziesar Görzke              |
| Hohenspringe             | Gemeindeteil | Bad Belzig                     |
| Hohenwerbig              | Gemeindeteil | Amt Niemegk Niemegk            |
| Jagdschloss              | Wohnplatz    | Wiesenburg/Mark                |
| Jeserig                  | Ortsteil     | Groß Kreutz (Havel)            |
| Jeserig                  | Gemeindeteil | Amt Niemegk Mühlenfließ        |
| Jeserig/Fläming          | Ortsteil     | Wiesenburg/Mark                |
| Jeserigerhütten          | Ortsteil     | Wiesenburg/Mark                |
| Kähnsdorf                | Ortsteil     | Seddiner See                   |
| Kaltenhausen             | Wohnplatz    | Amt Beetzsee Havelsee          |
| Kaltenhausen             | Wohnplatz    | Kloster Lehnin                 |
| Kammerode                | Wohnplatz    | Schwielowsee                   |
| Kanin                    | Gemeindeteil | Beelitz                        |
| Kemnitz                  | Ortsteil     | Werder (Havel)                 |
| Kemnitzerheide           | Wohnplatz    | Schwielowsee                   |
| Ketziner Siedlung        | Wohnplatz    | Groß Kreutz (Havel)            |
| Ketzür                   | Ortsteil     | Amt Beetzsee Beetzseeheide     |
| Kienwerder               | Wohnplatz    | Stahnsdorf                     |
| Kietz                    | Wohnplatz    | Beelitz                        |
| Klaistow                 | Gemeindeteil | Beelitz                        |
| Klausdorf                | Gemeindeteil | Treuenbrietzen                 |
| Kleesenmühle/Obermühle   | Wohnplatz    | Bad Belzig                     |
| Klein Briesen            | Gemeindeteil | Bad Belzig                     |
| Klein Glien              | Gemeindeteil | Bad Belzig                     |
| Klein Marzehns           | Ortsteil     | Amt Niemegk Rabenstein/Fläming |
| Klein Wentorf            | Wohnplatz    | Schwielowsee                   |
| Kleinmachnow             | Gemeinde     | Kleinmachnow                   |
| Klepzig                  | Ortsteil     | Wiesenburg/Mark                |
| Klitzmühle               | Wohnplatz    | Amt Ziesar Gräben              |
| Kobser Mühle             | Wohnplatz    | Amt Ziesar Ziesar              |
| Kolonie Tieckow          | Wohnplatz    | Amt Beetzsee Havelsee          |
| Kolonie Wittstock        | Wohnplatz    | Amt Ziesar Buckautal           |
| Kolonie Zern             | Wohnplatz    | Werder (Havel)                 |
| Komthurmühle             | Wohnplatz    | Amt Niemegk Planetal           |
| Königsberg               | Wohnplatz    | Amt Brück Golzow               |
| Köpernitz                | Ortsteil     | Amt Ziesar Ziesar              |
| Körzin                   | Gemeindeteil | Beelitz                        |
| Krahne                   | Ortsteil     | Kloster Lehnin                 |
| Krahnepuhl               | Wohnplatz    | Amt Beetzsee Havelsee          |
| Kranepuhl                | Ortsteil     | Amt Niemegk Planetal           |
| Krielow                  | Ortsteil     | Groß Kreutz (Havel)            |
| Kuhlowitz                | Ortsteil     | Bad Belzig                     |
| Kunersdorf Försterei     | Wohnplatz    | Seddiner See                   |
| Kützkow                  | Gemeindeteil | Amt Beetzsee Havelsee          |
| Langerwisch              | Ortsteil     | Michendorf                     |
| Leest                    | Wohnplatz    | Werder (Havel)                 |
| Lehnin                   | Ortsteil     | Kloster Lehnin                 |
| Lehnmarke                | Gemeindeteil | Michendorf                     |
| Lehnsdorf                | Ortsteil     | Wiesenburg/Mark                |
| Lienewitz                | Wohnplatz    | Michendorf                     |
| Lindenhof                | Wohnplatz    | Amt Beetzsee Roskow            |
| Linthe                   | Ortsteil     | Amt Brück Linthe               |
| Lobbese                  | Ortsteil     | Treuenbrietzen                 |
| Löcknitz                 | Wohnplatz    | Werder (Havel)                 |
| Locktow                  | Ortsteil     | Amt Niemegk Planetal           |
| Lübnitz                  | Ortsteil     | Bad Belzig                     |
| Lucksfleiß               | Gemeindeteil | Amt Brück Golzow               |
| Lüdendorf                | Gemeindeteil | Treuenbrietzen                 |
| Lühnsdorf                | Gemeindeteil | Amt Niemegk Niemegk            |
| Lühsdorf                 | Ortsteil     | Treuenbrietzen                 |
| Lünow                    | Ortsteil     | Amt Beetzsee Roskow            |
| Lüsse                    | Ortsteil     | Bad Belzig                     |
| Lütte                    | Ortsteil     | Bad Belzig                     |
| Mahlsdorf                | Wohnplatz    | Wiesenburg/Mark                |
| Marggraffshof            | Wohnplatz    | Stahnsdorf                     |
| Marienhof                | Wohnplatz    | Amt Beetzsee Päwesin           |
| Marzahna                 | Ortsteil     | Treuenbrietzen                 |
| Marzahne                 | Ortsteil     | Amt Beetzsee Havelsee          |
| Medewitz                 | Ortsteil     | Wiesenburg/Mark                |
| Medewitzerhütten         | Gemeindeteil | Wiesenburg/Mark                |
| Meßdunk                  | Wohnplatz    | Kloster Lehnin                 |
| Michelsdorf              | Ortsteil     | Kloster Lehnin                 |
| Michendorf               | Ortsteil     | Michendorf                     |
| Mittelbusch              | Wohnplatz    | Schwielowsee                   |
| Mittelheide              | Wohnplatz    | Kloster Lehnin                 |
| Mörz                     | Ortsteil     | Amt Niemegk Planetal           |
| Mötzow                   | Gemeindeteil | Amt Beetzsee Beetzseeheide     |
| Müggenburg               | Gemeindeteil | Amt Brück Golzow               |
| Müggenbusch              | Wohnplatz    | Amt Wusterwitz Wusterwitz      |
| Mühle Schöntal           | Wohnplatz    | Amt Ziesar Görzke              |
| Mützdorf                 | Ortsteil     | Wiesenburg/Mark                |
| Nahmitz                  | Ortsteil     | Kloster Lehnin                 |
| Neschholz                | Ortsteil     | Bad Belzig                     |
| Netzen                   | Ortsteil     | Kloster Lehnin                 |
| Neu Bochow               | Gemeindeteil | Groß Kreutz (Havel)            |
| Neu Langerwisch          | Wohnplatz    | Michendorf                     |
| Neu Plötzin              | Wohnplatz    | Werder (Havel)                 |
| Neu Töplitz              | Wohnplatz    | Werder (Havel)                 |
| Neu Woltersdorf          | Wohnplatz    | Amt Wusterwitz Bensdorf        |
| Neubauernsiedlung        | Wohnplatz    | Kleinmachnow                   |
| Neubauernsiedlung        | Wohnplatz    | Stahnsdorf                     |
| Neubensdorf              | Ortsteil     | Amt Wusterwitz Bensdorf        |
| Neue Mühle               | Wohnplatz    | Amt Niemegk Planetal           |
| Neue Scheune             | Wohnplatz    | Schwielowsee                   |
| Neuehütten               | Ortsteil     | Wiesenburg/Mark                |
| Neuendorf                | Gemeindeteil | Amt Niemegk Rabenstein/Fläming |
| Neuendorf                | Ortsteil     | Amt Brück Brück                |
| Neu-Rietz                | Gemeindeteil | Treuenbrietzen                 |
| Neuseddin                | Ortsteil     | Seddiner See                   |
| Nichel                   | Ortsteil     | Amt Niemegk Mühlenfließ        |
| Niebel                   | Ortsteil     | Treuenbrietzen                 |
| Niebelhorst              | Ortsteil     | Treuenbrietzen                 |
| Niederwerbig             | Ortsteil     | Amt Niemegk Mühlenfließ        |
| Niemegk                  | Stadt        | Amt Niemegk Niemegk            |
| Nonnenheide              | Wohnplatz    | Amt Ziesar Görzke              |
| Nudow                    | Ortsteil     | Nuthetal                       |
| Nudow-Ausbau             | Gemeindeteil | Nuthetal                       |
| Oberjünne                | Ortsteil     | Amt Brück Planebruch           |
| Ölschlägers Mühle        | Wohnplatz    | Bad Belzig                     |
| Päwesin                  | Ortsteil     | Amt Beetzsee Päwesin           |
| Pechüle                  | Gemeindeteil | Treuenbrietzen                 |
| Pernitz                  | Wohnplatz    | Amt Brück Golzow               |
| Petzow                   | Ortsteil     | Werder (Havel)                 |
| Pflügkuff                | Gemeindeteil | Treuenbrietzen                 |
| Philippsthal             | Ortsteil     | Nuthetal                       |
| Phöben                   | Ortsteil     | Werder (Havel)                 |
| Phöbener Siedlung        | Wohnplatz    | Groß Kreutz (Havel)            |
| Plessow                  | Wohnplatz    | Werder (Havel)                 |
| Plötzin                  | Ortsteil     | Werder (Havel)                 |
| Preußnitz                | Gemeindeteil | Bad Belzig                     |
| Pritzerbe                | Ortsteil     | Amt Beetzsee Havelsee          |
| Prützke                  | Ortsteil     | Kloster Lehnin                 |
| Puffs Mühle              | Wohnplatz    | Amt Ziesar Wollin              |
| Raben                    | Ortsteil     | Amt Niemegk Rabenstein/Fläming |
| Rabenstein               | Wohnplatz    | Amt Niemegk Rabenstein/Fläming |
| Rädel                    | Ortsteil     | Kloster Lehnin                 |
| Radewege                 | Ortsteil     | Amt Beetzsee Beetzsee          |
| Radewege Siedlung        | Wohnplatz    | Amt Beetzsee Beetzsee          |
| Rädigke                  | Ortsteil     | Amt Niemegk Rabenstein/Fläming |
| Ragösen                  | Ortsteil     | Bad Belzig                     |
| Reckahn                  | Ortsteil     | Kloster Lehnin                 |
| Reesdorf                 | Ortsteil     | Beelitz                        |
| Reetz                    | Ortsteil     | Wiesenburg/Mark                |
| Reetzerhütten            | Ortsteil     | Wiesenburg/Mark                |
| Rehbrücke                | Wohnplatz    | Nuthetal                       |
| Rentengut                | Wohnplatz    | Amt Ziesar Görzke              |
| Reppinichen              | Ortsteil     | Wiesenburg/Mark                |
| Resau                    | Wohnplatz    | Werder (Havel)                 |
| Rieben                   | Ortsteil     | Beelitz                        |
| Rietz                    | Ortsteil     | Kloster Lehnin                 |
| Rietz                    | Ortsteil     | Treuenbrietzen                 |
| Rietz-Ausbau             | Gemeindeteil | Treuenbrietzen                 |
| Rietz-Bucht              | Gemeindeteil | Treuenbrietzen                 |
| Riewend                  | Ortsteil     | Amt Beetzsee Päwesin           |
| Röderhof                 | Wohnplatz    | Bad Belzig                     |
| Rogäsen                  | Ortsteil     | Amt Wusterwitz Rosenau         |
| Rosenthal                | Wohnplatz    | Amt Wusterwitz Wusterwitz      |
| Roskow                   | Ortsteil     | Amt Beetzsee Roskow            |
| Rote Ziegelei            | Wohnplatz    | Amt Beetzsee Havelsee          |
| Rotscherlinde            | Gemeindeteil | Kloster Lehnin                 |
| Rottstock                | Ortsteil     | Amt Ziesar Gräben              |
| Ruhlsdorf                | Ortsteil     | Teltow                         |
| Saarmund                 | Ortsteil     | Nuthetal                       |
| Salzbrunn                | Ortsteil     | Beelitz                        |
| Schäpe                   | Ortsteil     | Beelitz                        |
| Schenkenberg             | Ortsteil     | Groß Kreutz (Havel)            |
| Schenkenhorst            | Ortsteil     | Stahnsdorf                     |
| Schlalach                | Ortsteil     | Amt Niemegk Mühlenfließ        |
| Schlamau                 | Ortsteil     | Wiesenburg/Mark                |
| Schlunkendorf            | Ortsteil     | Beelitz                        |
| Schmerberg               | Wohnplatz    | Schwielowsee                   |
| Schmergow                | Ortsteil     | Groß Kreutz (Havel)            |
| Schmerwitz               | Gemeindeteil | Wiesenburg/Mark                |
| Schmögelsdorf            | Gemeindeteil | Treuenbrietzen                 |
| Schönefeld               | Gemeindeteil | Beelitz                        |
| Schuppesiedlung          | Wohnplatz    | Seddiner See                   |
| Schwabeck                | Gemeindeteil | Treuenbrietzen                 |
| Schwabeck Gasthof        | Wohnplatz    | Treuenbrietzen                 |
| Schwanebeck              | Ortsteil     | Bad Belzig                     |
| Seddin                   | Ortsteil     | Seddiner See                   |
| Seehof                   | Wohnplatz    | Teltow                         |
| Seelensdorf              | Gemeindeteil | Amt Beetzsee Havelsee          |
| Setzsteig                | Gemeindeteil | Wiesenburg/Mark                |
| Siedlung                 | Wohnplatz    | Wiesenburg/Mark                |
| Siedlung                 | Wohnplatz    | Wiesenburg/Mark                |
| Siedlung Michendorf West | Wohnplatz    | Michendorf                     |
| Siedlung Willichslust    | Wohnplatz    | Michendorf                     |
| Siedlung Wusterwitz      | Wohnplatz    | Amt Wusterwitz Wusterwitz      |
| Sigridshorst             | Wohnplatz    | Teltow                         |
| Six                      | Gemeindeteil | Michendorf                     |
| Spring                   | Gemeindeteil | Wiesenburg/Mark                |
| Springbachmühle          | Wohnplatz    | Bad Belzig                     |
| Sputendorf               | Ortsteil     | Stahnsdorf                     |
| Städtlersiedlung         | Wohnplatz    | Teltow                         |
| Stahnsdorf               | Gemeinde     | Stahnsdorf                     |
| Steinberg                | Ortsteil     | Amt Ziesar Buckautal           |
| Steindorf                | Wohnplatz    | Wiesenburg/Mark                |
| Stöckerhaus              | Wohnplatz    | Nuthetal                       |
| Stromtal                 | Gemeindeteil | Amt Brück Brück                |
| Struvenberg              | Wohnplatz    | Amt Ziesar Gräben              |
| Stücken                  | Ortsteil     | Michendorf                     |
| Tanklager                | Wohnplatz    | Wiesenburg/Mark                |
| Tannenhof                | Wohnplatz    | Michendorf                     |
| Teerofen                 | Wohnplatz    | Wiesenburg/Mark                |
| Teltow                   | Stadt        | Teltow                         |
| Teufelshorn              | Wohnplatz    | Michendorf                     |
| Tieckow                  | Gemeindeteil | Amt Beetzsee Havelsee          |
| Tiefenbrunnen            | Gemeindeteil | Treuenbrietzen                 |
| Töplitz                  | Ortsteil     | Werder (Havel)                 |
| Tornow                   | Wohnplatz    | Amt Brück Planebruch           |
| Tränkeberg               | Wohnplatz    | Wiesenburg/Mark                |
| Trebitz                  | Gemeindeteil | Amt Brück Brück                |
| Trechwitz Siedlung       | Gemeindeteil | Kloster Lehnin                 |
| Trechwitz                | Ortsteil     | Kloster Lehnin                 |
| Tremsdorf                | Ortsteil     | Nuthetal                       |
| Treuenbrietzen Süd       | Wohnplatz    | Treuenbrietzen                 |
| Treuenbrietzen           | Stadt        | Treuenbrietzen                 |
| Vehlen                   | Ortsteil     | Amt Wusterwitz Bensdorf        |
| Verlorenwasser           | Gemeindeteil | Bad Belzig                     |
| Viesen                   | Ortsteil     | Amt Wusterwitz Rosenau         |
| Viesener Mühle           | Wohnplatz    | Amt Wusterwitz Rosenau         |
| Vogelgesang              | Wohnplatz    | Amt Beetzsee Päwesin           |
| Waldhaus                 | Wohnplatz    | Michendorf                     |
| Waldsiedlung             | Wohnplatz    | Bad Belzig                     |
| Warchau                  | Ortsteil     | Amt Wusterwitz Rosenau         |
| Weinberg                 | Wohnplatz    | Michendorf                     |
| Weitzgrund               | Gemeindeteil | Bad Belzig                     |
| Welsigke                 | Gemeindeteil | Wiesenburg/Mark                |
| Wenddoche                | Wohnplatz    | Bad Belzig                     |
| Wenzlow                  | Gemeinde     | Amt Ziesar Wenzlow             |
| Werbig                   | Ortsteil     | Bad Belzig                     |
| Werder (Havel)           | Stadt        | Werder (Havel)                 |
| Werdermühle              | Wohnplatz    | Amt Niemegk Niemegk            |
| Weseram                  | Ortsteil     | Amt Beetzsee Roskow            |
| Wiesenau                 | Wohnplatz    | Amt Brück Brück                |
| Wiesenburg               | Ortsteil     | Wiesenburg/Mark                |
| Wiesenburg Bahnhof       | Gemeindeteil | Wiesenburg/Mark                |
| Wildenbruch              | Ortsteil     | Michendorf                     |
| Wildpark-West            | Gemeindeteil | Schwielowsee                   |
| Wilhelmshorst            | Ortsteil     | Michendorf                     |
| Wittbrietzen             | Ortsteil     | Beelitz                        |
| Wohnheim                 | Wohnplatz    | Wiesenburg/Mark                |
| Wollin                   | Gemeinde     | Amt Ziesar Wollin              |
| Woltersdorf              | Ortsteil     | Amt Wusterwitz Bensdorf        |
| Wühlmühle                | Wohnplatz    | Bad Belzig                     |
| Wüstemark                | Gemeindeteil | Amt Niemegk Rabenstein/Fläming |
| Wusterwitz               | Gemeinde     | Amt Wusterwitz Wusterwitz      |
| Wutzow                   | Gemeindeteil | Amt Ziesar Görzke              |
| Zauchwitz                | Ortsteil     | Beelitz                        |
| Zehrensdorf              | Wohnplatz    | Wiesenburg/Mark                |
| Zeuden                   | Gemeindeteil | Treuenbrietzen                 |
| Ziegelei                 | Wohnplatz    | Amt Ziesar Buckautal           |
| Ziegelei Friesdorf       | Wohnplatz    | Amt Ziesar Wollin              |
| Ziesar                   | Stadt        | Amt Ziesar Ziesar              |
| Ziezow                   | Gemeindeteil | Amt Niemegk Planetal           |
| Zipsdorf                 | Wohnplatz    | Wiesenburg/Mark                |
| Zitz                     | Ortsteil     | Amt Wusterwitz Rosenau         |
| Zixdorf                  | Gemeindeteil | Amt Niemegk Rabenstein/Fläming |